# تاكر سمولوود
تاكر سمولوود (بالإنجليزية: Tucker Smallwood)‏ هو كاتب وممثل أمريكي، ولد في 22 فبراير 1944 بواشنطن العاصمة في الولايات المتحدة.

## أعمال

### أفلام
- (1984) نادي القطن
- (1998) ديب إمباكت[2][3][4]
- (2015) بيكسلز

## وصلات خارجية
- تاكر سمولوود على موقع IMDb (الإنجليزية)
- تاكر سمولوود على موقع ألو سيني (الفرنسية)
- تاكر سمولوود على موقع أول موفي (الإنجليزية)
- تاكر سمولوود على موقع قاعدة بيانات الأفلام السويدية (السويدية)
- تاكر سمولوود على موقع إن إن دي بي (الإنجليزية)
- تاكر سمولوود على موقع قاعدة بيانات الفيلم (الإنجليزية)
- تاكر سمولوود على موقع كينوبويسك (الروسية)